# Leptogyropsis
Leptogyropsis is een geslacht van weekdieren uit de klasse van de Gastropoda (slakken).

## Soorten
- Leptogyropsis inflata Hasegawa, 1997
- Leptogyropsis kalinovoae B. A. Marshall, 1988
- Leptogyropsis kaltanae B. A. Marshall, 1988